# Simonetta Matone
Simonetta Matone (Roma, 16 giugno 1953) è una magistrata e politica italiana, dal 13 ottobre 2022 deputata alla Camera per la Lega per Salvini Premier.

## Biografia
Nata a Roma, dove si laurea in giurisprudenza all'Università "La Sapienza" nel 1976. Magistrata, dal 1979 al 1980 è stata vicedirettrice del carcere Le Murate di Firenze. Successivamente, dal 1981 al 1982 è giudice presso il tribunale di Lecco e dal 1983 al 1986 è magistrata di sorveglianza alla Corte d'appello di Roma.
Dal 1986 al 1987 è stata capo della segreteria del sottosegretario di Stato al Ministero di grazia e giustizia Salvatore Frasca, mentre dal 1987 al 1991 è stata capo della segreteria del Ministro di grazia e giustizia Giuliano Vassalli e dal 1991 al 2008 sostituta procuratore presso il tribunale per i minorenni di Roma.
Durante il quarto governo presieduto da Silvio Berlusconi è stata capo di gabinetto della ministra per le pari opportunità Mara Carfagna.

## Attività politica
Alle elezioni amministrative del 2021 si candida all'Assemblea Capitolina di Roma, tra le liste della Lega per Salvini Premier a sostegno del candidato sindaco di centro-destra Enrico Michetti (del quale durante la campagna elettorale è stata candidata vicesindaca), venendo eletta con 4.818 preferenze consigliera comunale, dove è capogruppo della Lega.
Alle elezioni politiche suppletive del 2022 si candida nel collegio uninominale Lazio 1 - 01 (Roma - Trionfale) della Camera dei deputati, svolte per sostituire Roberto Gualtieri dimessosi in quanto eletto sindaco di Roma, sostenuta dalla coalizione di centro-destra in quota Lega, raccogliendo il 22,42% dei voti e arrivando seconda dietro alla candidata del centro-sinistra (PD, M5S, Art.1, SI, DemoS, EV e PSI) Cecilia D'Elia (59,43%).
Alle elezioni politiche anticipate del 2022 si ricandida alla Camera nel collegio uninominale Lazio 1 - 02 (Roma - Municipio III), sostenuta dalla coalizione di centro-destra in quota Lega, venendo questa volta eletta deputata con il 35,89% dei voti e superando i candidati del centro-sinistra Enzo Foschi (33,67%) e del Movimento 5 Stelle Manuel Tuzi (15,2%). Nella XIX legislatura è componente della 2ª Commissione Giustizia, della 12ª Commissione Affari sociali, in sostituzione della viceministra dell'ambiente e della sicurezza energetica nel governo Meloni Vannia Gava, del Comitato consultivo sulla condotta dei deputati e delle Commissioni parlamentari d'inchiesta sui fatti accaduti presso la comunità "Il Forteto" e sulla morte di David Rossi, di cui in quest'ultima è vicepresidente.
È consigliera della Fondazione Italia USA.

## Vita privata
È stata sposata due volte, dai quali matrimoni ha avuto tre figli: Maddalena e Fiammetta dal primo, Edoardo dal secondo con il giornalista Emilio Albertario.